# Hymn Beninu
L'Aube Nouvelle (Świt nowego dnia) – hymn państwowy Beninu. Został przyjęty w 1960 roku. Muzykę i słowa napisał Gilbert Jean Dagnon.

## Oficjalne słowa francuskie
Jadis à son appel, nos aïeux, sans faiblesse
Ont su avec courage, ardeur, pleins d’allégresse
Livrer au prix du sang des combats éclatants
Accourez vous aussi, bâtisseurs du présent,
Plus forts dans l’unité, chaque jour à la tâche,
Pour la prospérité, construisez sans relâche.
Enfants du Bénin debout!
La liberté d’un cri sonore
Chante aux premiers feux de l’aurore
Enfants du Bénin, debout!
Quand partout souffle un vent de colère
Et de chaîne Béninois, sois fier, et d’une âme sereine,
Confiant dans l’avenir, regarde ton drapeau
Dans le vert tu liras l’espoir du renouveau ;
De tes aïeux le rouge évoque le courage ;
Des plus riches trésors le jaune est le présage.
Enfants du Bénin debout!
La liberté d’un cri sonore
Chante aux premiers feux de l’aurore
Enfants du Bénin, debout!
Tes monts ensoleillés, tes palmiers, ta verdure,
Cher Bénin, partout font ta vive parure.
Ton sol offre à chacun la richesse des fruits.
Bénin, désormais que tes fils tous unis,
D’un fraternel élan partagent l’espérance.
De te voir à jamais heureux dans l’abondance.
Enfants du Bénin debout!
La liberté d’un cri sonore
Chante aux premiers feux de l’aurore
Enfants du Bénin, debout!